# Planetary Report
A Planetary Report é uma revista bimestral publicado pela Sociedade Planetária, destacando artigos e fotos sobre a exploração do Sistema Solar, missões planetárias, programas espaciais, intrépidos exploradores, controversas da exploração espacial e as últimas descobertas da exploração espacial e outros artigos relacionados. A revista é exclusiva para membros da Sociedade Planetária.